# Emin İmaməliyev
Emin İmaməliyev (ur. 7 sierpnia 1980 w Baku) – piłkarz azerski grający na pozycji środkowego pomocnika.

## Kariera klubowa
Karierę piłkarską İmaməliyev rozpoczął w klubie Şəfa Baku. W 1998 roku zadebiutował w jego barwach w pierwszej lidze azerskiej. W debiutanckim sezonie rozegrał 26 spotkań i strzelił 3 gole. W 2001 roku osiągnął swój pierwszy sukces w karierze sportowej, gdy zdobył z Şəfą Puchar Azerbejdżanu. Z kolei w 2002 roku wywalczył z nim wicemistrzostwo kraju. Wraz z rozpoczęciem 2003 roku odszedł do Qarabağu Ağdam i grał w nim łącznie przez półtora sezonu.
W 2005 roku İmaməliyev zmienił barwy klubowe i został zawodnikiem stołecznego Bakı FK. W sezonie 2005/2006 wywalczył z Bakı FK mistrzostwo Azerbejdżanu, swoje pierwsze w karierze. Latem 2006 odszedł do lokalnego rywala, İnteru Baku. W sezonie 2007/2008 został z nim mistrzem kraju.
W 2008 roku İmaməliyev po raz drugi w karierze został zawodnikiem Qarabağu Ağdam. W 2009 roku zdobył z nim Puchar Azerbejdżanu.
| Sezon   | Klub             | Kraj        | Rozgrywki                    | Mecze | Bramki |
| ------- | ---------------- | ----------- | ---------------------------- | ----- | ------ |
| 1998/99 | Şəfa Baku        | Azerbejdżan | Azərbaycan Premyer Liqası    | 26    | 3      |
| 1999/00 | Şəfa Baku        | Azerbejdżan | Azərbaycan Premyer Liqası    | 17    | 2      |
| 2000/01 | Şəfa Baku        | Azerbejdżan | Azərbaycan Premyer Liqası    | 17    | 3      |
| 2001/02 | Şəfa Baku        | Azerbejdżan | Azərbaycan Premyer Liqası    | 16    | 2      |
| 2002/03 | Şəfa Baku        | Azerbejdżan | Azərbaycan Premyer Liqası    | 0     | 0      |
| 2003/04 | Şəfa Baku        | Azerbejdżan | Azərbaycan Premyer Liqası    | 15    | 5      |
| 2003/04 | Qarabağ Ağdam    | Azerbejdżan | Azərbaycan Premyer Liqası    | 4     | 0      |
| 2004/05 | Qarabağ Ağdam    | Azerbejdżan | Azərbaycan Premyer Liqası    | 24    | 4      |
| 2005/06 | Bakı FK          | Azerbejdżan | Azərbaycan Premyer Liqası    | 25    | 3      |
| 2006/07 | İnter Baku       | Azerbejdżan | Azərbaycan Premyer Liqası    | 20    | 3      |
| 2007/08 | İnter Baku       | Azerbejdżan | Azərbaycan Premyer Liqası    | 21    | 3      |
| 2008/09 | Qarabağ Ağdam    | Azerbejdżan | Azərbaycan Premyer Liqası    | 21    | 4      |
| 2009/10 | Qarabağ Ağdam    | Azerbejdżan | Azərbaycan Premyer Liqası    | 20    | 2      |
| 2010/11 | Qarabağ Ağdam    | Azerbejdżan | Azərbaycan Premyer Liqası    | 9     | 2      |
| 2011/12 | Qarabağ Ağdam    | Azerbejdżan | Azərbaycan Premyer Liqası    | 2     | 0      |
| 2012/13 | Kəpəz Gəncə      | Azerbejdżan | Azərbaycan Premyer Liqası    | 10    | 1      |
| 2013/1  | Araz Nachiczewan | Azerbejdżan | Azərbaycan Birinci Divizionu | 11    | 2      |

## Kariera reprezentacyjna
W reprezentacji Azerbejdżanu İmaməliyev zadebiutował w 2000 roku. Od 2002 roku jest podstawowym zawodnikiem kadry narodowej, z którą grał m.in. w eliminacjach do Mistrzostw Świata 2002, Mistrzostw Europy 2004, Mistrzostw Świata 2006, Mistrzostw Europy 2008, Mistrzostw Świata 2010, a następnie w eliminacjach do Mistrzostw Europy 2012.